# Казаков, Павел Николаевич
Па́вел Никола́евич Казако́в (19 февраля 1928, Москва — 15 сентября 2012, Москва) — советский футбольный арбитр, мастер спорта СССР (с 1959), судья всесоюзной (20.01.1962) и международной (с 1970) категорий.

## Биография
Выступал за «Спартак» (Кимры), клубные команды «Динамо» (Москва), СКИФ (Москва), «Спартак» (Москва). Обладатель Кубка СССР для команд ФК 1959.
Свою судейскую карьеру Казаков начал в 1953 году. В 1961—1976 провёл 164 матча высшей лиги чемпионатов СССР по футболу.
Был награждён памятной золотой медалью за судейство более ста матчей. За это время Казаков 15 раз входил в десятку лучших судей сезона в 1961, 1962, 1963, 1964, 1965, 1967, 1968, 1969, 1970, 1971, 1972, 1973, 1974, 1975, 1976 годах, что является национальным рекордом.
Судил финальные матчи Кубка СССР 1973 («Арарат» — «Динамо» Киев), 1976 («Динамо» Тбилиси — «Арарат»).
Обслуживал матчи Олимпийских игр 1972 (Бразилия — Дания) и чемпионата мира 1974 (Аргентина — Италия, ФРГ — Швеция) годов. Судил финал Кубка УЕФА 1973 («Боруссия» — «Ливерпуль»). Его международная карьера насчитывала 92 футбольных матча.
В 1961—1991 — член Президиума ВКС. С 1978 по 1997 — инспектор футбольных матчей. Обладатель знака «Почётный судья» (1978).
С 1954 по 1980 преподавал в Московском институте физкультуры, позже заведовал кафедрой футбола.
Похоронен на Ваганьковском кладбище Москвы.